# The Raid 2: Berandal
The Raid 2: Berandal è un film del 2014 scritto, montato e diretto da Gareth Evans, con protagonista Iko Uwais.
La pellicola è il sequel del film The Raid - Redenzione del 2011.

## Trama
Giacarta: Rama, dopo aver sgominato una gang e aver attirato su di sé le attenzioni della mala indonesiana, continua a indagare sulla corruzione nelle forze di polizia, ma per potersi infiltrare nell'organizzazione di Bangun e dell'ambizioso figlio Uco è costretto a cambiare identità e a passare un lungo periodo in carcere, lontano dalla famiglia.

## Produzione
Già dopo la realizzazione di Merantau (2009) il regista Gareth Evans aveva iniziato a lavorare su un nuovo film di Silat chiamato Berandal (in indonesiano sta per "teppisti"), un film con una banda di ex detenuti con l'intenzione di avere come protagonisti non solo attori di Merantau come Iko Uwais e Yayan Ruhian ma anche un paio di star internazionali che si dedicano alla lotta. Un trailer pubblicitario è stato girato, ma il progetto si è rivelato più complesso e ha richiesto più tempo del previsto. Dopo un anno e mezzo, Evans e i produttori si sono ritrovati con fondi insufficienti per produrre Berandal, così hanno dovuto fare una storia più semplice ma diversa e con un budget inferiore, che sfocerà nella realizzazione del film The Raid - Redenzione (2011).
In seguito al successo ottenuto da The Raid, Evans ha ripreso in mano l'idea di creare una connessione tra questo film e il suo progetto iniziale, Berandal. Nel marzo 2012, il regista ha confermato l'uscita di  Berandal come sequel di The Raid. Provvisoriamente intitolato Berandal per il mercato indonesiano e The Raid: Retaliation per il mercato americano, questo film ha utilizzato un budget maggiore rispetto al suo predecessore, e il programma per la produzione ha previsto circa 100 giorni di riprese. La pre-produzione è cominciata nel settembre 2012.
Le riprese del film sono iniziate il 19 febbraio 2013 e si sono svolte in Indonesia.

## Distribuzione
Il primo trailer è stato diffuso online a partire dal 6 novembre 2013.
La pellicola, presentata in anteprima al Sundance Film Festival il 21 gennaio 2014, è stata distribuita nelle sale cinematografiche statunitensi a partire dal 28 marzo, mentre in Italia è uscito direct-to-video il 10 settembre 2014.

## Accoglienza
Il film ha ricevuto critiche positive. Sul sito Rotten Tomatoes ottiene l'82% delle recensioni professionali positive con un punteggio medio di 7,5 su 10, basato su 174 critiche, definendolo un film che "offre decisamente più di tutto ciò che il pubblico amava del suo predecessore".
In occasione della sua anteprima al Sundance Film Festival, il film ha riscontrato una reazione travolgente: Mark Olsen del Los Angeles Times ha riferito che "la proiezione ha causato un'esplosione di eccitamento ed entusiasmo per il film sui social media".

## Riconoscimenti
- 2014 - Golden Trailer Awards
  - Candidatura per il miglior trailer d'azione straniero
- 2015 - Motion Picture Sound Editors Golden Reel Awards
  - Candidatura per il miglior audio per dialoghi ed effetti sonori in un film straniero